# Deserto di Kumtagh

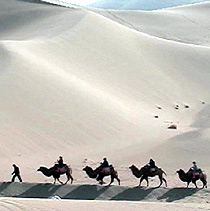
Deserto di Kumtagh

Il deserto di Kumtagh, deserto di Kumtag o deserto di Kum-tagh (Kumutage Shamo, 库姆塔格沙漠, deserto della montagna di sabbia; dal turco kum, "sabbia" e tag, "montagna") è una terra arida della Cina nord-occidentale, dichiarata parco nazionale nel 2002.
Il deserto di Kumtag è una parte del deserto di Taklamakan, situato a est-sud-est del deserto di Lop. È sull'altro lato del Kara-koshun ed arriva verso nord-est fino alle vicinanze della città di Sa-chow ed al lago Kara-nor, o Kala-chi. Confina con Dunhuang ad est, Tien Shan a nord, ed ha un'area di oltre 22 800 km quadri. Il suo bordo meridionale è segnato da un labirinto di colline. Tra queste e l'Astin-tagh si trova una valle solcata da corsi d'acqua che scendono dall'Astin-tagh. Questa parte di deserto ha un'inclinazione a nord-ovest, verso la depressione del Kara-koshun. Un'importante caratteristica del Kum-tagh è la presenza di grandi accumuli di sabbia che creano dune che possono raggiungere gli 80 metri d'altezza.

## Avanzamento della desertificazione
Il deserto di Kumtag si sta allargando e minaccia di inglobare terre in precedenza produttive. In passato l'estensione del deserto era stata stimata in 2500 km quadri, ma grazie alla recente espansione è già ora molto più grande di quanto non fosse nel 2008.
Secondo un resoconto della AFP del novembre 2007: "Le dune di sabbia [del deserto di Kumtagh] minacciano l'antica città cinese di Dunhuang".  Secondo Hogan: "la rapida espansione del Kumtag e delle altre formazioni di dune minaccia di avvolgere le grotte di Yungang ed altri siti archeologici"; inoltre, la desertificazione del Kumtag è sol un aspetto del problema che, in Cina settentrionale, fa nascere oltre 2590 km2 l'anno. Per limitare il problema, la città di Dunhuang ha stabilito severi limiti all'immigrazione ed alla costruzione di nuovi pozzi o fattorie.